# Барагрей, Джон
Джон Барагрей (англ. John Baragrey; 15 апреля 1918 года — 4 августа 1975 года) — американский актёр театра, кино и телевидения.
Наиболее заметными фильмами в карьере Барагрея были «Очарование Сэксона» (1948), «Кармен» (1948), «Стойкость» (1949), «Крутой наездник» (1955), «Соучастники» (1956), «Колосс Нью-Йорка» (1958) и «Из породы беглецов» (1960).
Более всего Барагрей известен игрой в спектаклях, которые транслировались по телевидению в прямом эфире в 1950-е годы.

## Ранние годы жизни
Джон Барагрей родился 15 апреля 1918 года в Хейливилле, Алабама, где окончил среднюю школу.
В 1939 году Барагрей окончил Университет Алабамы, после чего перебрался в Нью-Йорк, чтобы получить драматическое образование.

## Карьера в театре
Барагрей начал актёрскую карьеру выступлениями в спектаклях летних театров, а также периодически выходил на сцену в качестве дублёра. В 1943—1945 годах в рамках деятельности Объединённых организаций обслуживания вооружённых сил (USO) Барагрей гастролировал в составе труппы USO с комедийным спектаклем «Лихорадка по женским юбкам» по южному флангу Тихоокеанского фронта.
В 1944 году Барагрей впервые вышел на бродвейскую сцену в спектакле «Прямо рядом с Бродвеем» (1944). В 1946 году Барагрей снова сыграл на Бродвее в спектакле «Флаг родился» (1946). В 1946 году Барагрей поступил в театр под руководством известного актёра и постановщика Хосе Феррера, где играл в нескольких спектаклях, включая «Ричард III». Он также работал в Театре округа Бакс в Пенсильвании, «Театре в парке» в Филадельфии и в известном Театре Уэстпорта в Коннектикуте. Наибольший успех на долю Барагрея на бродвейской сцене выпал в 1950 году, когда он сыграл главную роль призрака в образе молодого француза в успешной фэнтези-мелодраме «Зачарованная» (1950) с Льюин Макграт в главной роли.
В дальнейшем Барагрей сыграл в таких бродвейских спектаклях, как «Пересечение славы» (1950) и «С закрытым глазом» (1954). Почти десятилетие спустя Барагрей вернулся на Бродвей, сыграв в спектаклях «Дьяволы» (1965—1966) с Энн Бэнкрофт и Джейсоном Робардсом, «Голоса травы» (1971) по Труману Капоте и «Убийственные ангелы» (1971—1972). На других сценах Барагрей играл в спектаклях «Королева Елизавета» по пьесе Максвелла Андерсона и «Суровое испытание» Артура Миллера.

## Карьера в кинематографе
В 1948 году Барагрей дебютировал в кино, сыграв роль молодого влюблённого тореадора в фильме «Кармен» (1948) с Ритой Хейворт в главной роли. В том же году в фильме нуар «Очарование Сэксона» (1948) с Робертом Монтгомери в заглавной роли театрального продюсера Барагрей сыграл важную роль популярного голливудского актёра, который соглашается сыграть в пьесе молодого талантливого драматурга (Джон Пейн), которую Сэксон едва не загубил своими правками.
В фильме нуар «Стойкость» (1949) Барагрей сыграл одну из ключевых ролей элегантного преступника Гарри Вессона, который вступает в соперничество с инспектором Гриффом Мэратом (Корнел Уайлд), надзирающим за условно-досрочно освобожденными, за сердце недавно вышедшей на свободу красавицы (Патриция Найт). Как написал историк кино Дэвид Хоган, в этой картине «поджарый, красивый Джон Барагрей доминирует в каждой своей сцене. Его Гарри по сути более интересен чем Грифф — он от природы очарователен, в то время, как Грифф лишь пытается быть очаровательным, и он богатый азартный игрок, в то время как Грифф просто работающий зануда».
После малоприметной мелодрамы «Швейцарский тур» (1950) Баргрей на время ушёл из большого кино, чтобы сконцентрироваться на телевизионной работе. Он вернулся лишь в 1955 году с вестерном «Крутой всадник» (1955) с Рэндольфом Скоттом в главной роли, где Барагрей сыграл роль алчного владельца салуна, пытающегося отобрать землю у местного скотовладельца. На следующий год Барагрей сыграл двойную роль предводителя банды преступников, а затем его сына, алчного банкира, в комедийном вестерне «Соучастники» (1956) с Дином Мартином и Джерри Льюисом в главных ролях.
Имя Барагрея стояло первым в титрах научно-фантастического триллера «Колосс Нью-Йорка» (1958), в котором он сыграл специалиста по робототехнике, который помогает своему отцу, знаменитому учёному (Отто Крюгер), пересадить мозг своего погибшего брата в тело робота. В результате они создают мощную машину с человеческим мозгом, которая становится на путь убийств. Фильм вызвал противоречивые мнения — части зрителей он понравилась, другие же оценили его невысоко.
Барагрей сыграл небольшую в драме с Марлоном Брандо «Из породы беглецов» (1960), после чего появился последний раз на большом экране в американской версии японской фантастической ленты «Гамера» (1966) о гигантской огнедышащей летающей черепахе, которая угрожает Токио. Некоторые критики назвали картину одним из худших фантастических фильмов всех времён.

## Карьера на телевидении
В 1954 году газета «Бостон глоб» написала, что «Барагрей, возможно, является одним из самых загруженных работой актёров на телевидении, сыгравшим в прямом эфире во множестве классических спектаклей, включая „Последний магнат“ по Скотту Фитцджеральду, „Алая буква“ по Натаниэлу Готорну, „Грозовой перевал“ по Шарлотте Бронте и „Гедда Габлер“ по Генрику Ибсену с Таллулой Бэнкхед в главной роли».
Как отмечено на сайте TV.com, «именно на телевидении Барагрей добился общенациональной славы». Он сыграл практически в каждом телесериале 1950-х годов, включая «Телевизионный театр „Филко“» (1948—1955, 9 эпизодов), «Первая студия» (1949—1958, 11 эпизодов), «Телевизионный театр „Крафта“» (1947—1958, 13 эпизодов), «Охота на человека» (1951—1952, 16 эпизодов), «Саспенс» (1951—1953, 11 эпизодов), «Час „Юнайтед Стейтс стил“» (1954—1958), «Сцена „Кемпбелла“» (1954), «Телевизионный час „Моторолы“», «Альманах» и «Роберт Монтгомери представляет» (1951—1955), где его партнёршами были такие звёзды, как Таллула Бэнкхед, Бетт Дэвис, Джейн Уаймен, Джудит Андерсон, Долорес дель Рио и Джейн Пауэлл. В 1962—1964 годах Барагрей имел постоянную роль в мыльной опере «Тайная буря», а в 1966 году сыграл подозрительного персонажа в трёх эпизодах готической мыльной оперы «Тёмные тени».

## Актёрское амплуа и оценка творчества
В газете «Филадельфия инкуайрер» в 1953 году Барагрей был охарактеризован как «высокий, тёмный и красивый актёр», который, как позднее отметила «Нью-Йорк таймс», запомнился как «бродвейский актёр, игравший во многих теледрамах». Первой любовью Баргрея, по словам «Бостон глоб», был театр, однако наибольшего успеха он добился, играя в телеспектаклях, которые в 1950-е годы транслировались в прямом эфире. Как отмечено на сайте TV.com, «в 1950-е годы Барагрей был одним из самых загруженных актёров на телевидении», однако «поскольку многие телепрограммы того времени с его участием либо утеряны, либо вообще не записывались, сегодня он практически забыт». Согласно некрологу Барагрея в Variety, на одном из официальных мероприятий 4 июля 1963 года, где с речью выступал тогдашний президент Джон Ф. Кеннеди, Барагрея пригласили зачитать преамбулу к Конституции США. Когда актёра и президента представили друг другу, Кеннеди сказал актёру: «Я один из ваших поклонников. Когда я лежал в больнице с больной спиной, я часто видел вас по телевидению». Как отмечает историк кино Гэри Брамбург, хотя у Барагрея «была постоянная работа в мыльных операх и многочисленные гостевые роли в различных сериалах, к сожалению, он очень мало играл в кино, и большинство его киноролей были незапоминающимися».

## Личная жизнь
В середине 1940-х годов во время гастролей Барагрей познакомился с актрисой Луиз Лараби (англ. Louise Larabee), которая стала его женой. Их брак продлился до смерти актёра в 1975 году.

## Смерть
Джон Барагрей умер 4 августа 1975 года в возрасте 57 лет от кровоизлияния в мозг в своём доме в Нью-Йорке.

## Фильмография
| Год        |     | Русское название                         | Оригинальное название                         | Роль                                        |
| ---------- | --- | ---------------------------------------- | --------------------------------------------- | ------------------------------------------- |
| 1942       | кор | Леди или тигр?                           | The Lady or the Tiger?                        | возлюбленный принцессы (в титрах не указан) |
| 1947       | с   | Шоу Бордена                              | The Borden Show                               | Орсино (1 эпизод)                           |
| 1947—1958  | с   | Телевизионный театр «Крафта»             | Kraft Television Theatre                      | разные роли (13 эпизодов)                   |
| 1948       | ф   | Кармен                                   | The Loves of Carmen                           | Лукас                                       |
| 1948       | кор | Невероятное мошенничество                | The Fabulous Fraud                            | Антон Месмер                                |
| 1948       | ф   | Побег                                    | The Creeper                                   | доктор Джон Рид                             |
| 1948       | ф   | Очарование Сэксона                       | The Saxon Charm                               | Питер Стэнхоуп (в титрах не указан)         |
| 1948—1955  | с   | Телевизионный театр «Филко»              | The Philco Television Playhouse               | разные роли (9 эпизодов)                    |
| 1949       | ф   | Стойкость                                | Shockproof                                    | Гарри Вессон                                |
| 1949       | с   | Серебряный театр                         | The Silver Theatre                            | (1 эпизод)                                  |
| 1949—1950  | с   | Театр «Колгейт»                          | Colgate Theatre                               | разные роли (2 эпизода)                     |
| 1949—1958  | с   | Первая студия                            | Studio One                                    | разные роли (11 эпизодов)                   |
| 1950       | ф   | Швейцарский тур                          | Swiss Tour                                    | Джек                                        |
| 1950       | с   | Семейный театр «Пруденшиал»              | The Prudential Family Playhouse               | Курт (1 эпизод)                             |
| 1950— 1951 | с   | Отбой                                    | Lights Out                                    | разные роли (3 эпизода)                     |
| 1951       | с   | Телевизионный театр Сомерсета Моэма      | Somerset Maugham TV Theatre                   | разные роли (3 эпизода)                     |
| 1951       | с   | Театр гильдии «Грюэн»                    | Gruen Guild Playhouse                         | (1 эпизод)                                  |
| 1951       | с   | Сеть                                     | The Web                                       | разные роли (2 эпизода)                     |
| 1951— 1952 | с   | Охота на человека                        | Manhunt                                       | (16 эпизодов)                               |
| 1951—1953  | с   | Саспенс                                  | Suspense                                      | разные роли (11 эпизодов)                   |
| 1951 —1955 | с   | Роберт Монтгомери представляет           | Robert Montgomery Presents                    | разные роли (2 эпизода)                     |
| 1952       | с   | Доктор                                   | The Doctor                                    | (1 эпизод)                                  |
| 1952       | с   | Телевизионная мастерская CBS             | CBS Television Workshop                       | (1 эпизод)                                  |
| 1952 —1955 | с   | Опасность                                | Danger                                        | разные роли (3 эпизода)                     |
| 1952—1957  | с   | Театр звёзд «Шлитц»                      | Schlitz Playhouse of Stars                    | разные роли (4 эпизода)                     |
| 1952 —1957 | с   | Телевизионный театр Goodyear             | Goodyear Television Playhouse                 | разные роли (2 эпизода)                     |
| 1953       | с   | Бродвейский телевизионный театр          | Broadway Television Theatre                   | разные роли (2 эпизода)                     |
| 1953       | с   | Зеркальный театр «Ревлон»                | The Revlon Mirror Theater                     | (1 эпизод)                                  |
| 1953— 1954 | с   | Вы – там                                 | You Are There                                 | разные роли (4 эпизода)                     |
| 1954       | с   | Продюсерская витрина                     | Producers' Showcase                           | Майкл (1 эпизод)                            |
| 1954       | с   | Святая святых                            | Inner Sanctum                                 | разные роли (2 эпизода)                     |
| 1954       | с   | Театр «Кемпбелл»                         | Campbell Playhouse                            | (1 эпизод)                                  |
| 1954—1955  | с   | Телевизионный театр «Крафт»              | Kraft Television Theatre                      | разные роли (3 эпизода)                     |
| 1954—1958  | с   | Час «Юнайтед Стейтс Стил»                | The United States Steel Hour                  | разные роли (2 эпизода)                     |
| 1955       | ф   | Крутой наездник                          | Tall Man Riding                               | Чибо Пирло                                  |
| 1955       | с   | Встреча с приключением                   | Appointment with Adventure                    | (1 эпизод)                                  |
| 1955       | с   | Звезда этим вечером                      | Star Tonight                                  | (1 эпизод)                                  |
| 1955—1956  | с   | Студия 57                                | Studio 57                                     | разные роли (2 эпизода)                     |
| 1955—1957  | с   | Кульминация                              | Climax!                                       | разные роли (4 эпизода)                     |
| 1955—1958  | с   | Джейн Уаймен представляет Театр у камина | Jane Wyman Presents The Fireside Theatre      | разные роли (3 эпизода)                     |
| 1956       | ф   | Соучастники                              | Pardners                                      | Дэн Холлис / Сэм Холлис                     |
| 1956       | с   | Первый ряд в центре                      | Front Row Center                              | Стив Бенедикт (1 эпизод)                    |
| 1956       | с   | Звёздная сцена                           | Star Stage                                    | разные роли (2 эпизода)                     |
| 1956—1957  | с   | Альфред Хичкок представляет              | Alfred Hitchcock Presents                     | разные роли (2 эпизода)                     |
| 1956 —1957 | с   | Дневной спектакль                        | Matinee Theatre                               | разные роли (5 эпизодов)                    |
| 1957       | с   | В суде                                   | On Trial                                      | Герберт Бэггс (1 эпизод)                    |
| 1957       | с   | Телевизионный театр «Форда»              | The Ford Television Theatre                   | Линк Картрайт (1 эпизод)                    |
| 1957—1959  | с   | Театр «Дженерал Электрик»                | General Electric Theater                      | разные роли (2 эпизода)                     |
| 1957—1959  | с   | Театр 90                                 | Playhouse 90                                  | разные роли (2 эпизода)                     |
| 1958       | ф   | Колосс Нью-Йорка                         | The Colossus of New York                      | доктор Генри Спенсер                        |
| 1958       | с   | Миллионер                                | The Millionaire                               | Донатан Букман (1 эпизод)                   |
| 1958       | с   | Подозрение                               | Suspicion                                     | разные роли (3 эпизода)                     |
| 1958       | с   | Театр Goodyear                           | Goodyear Theatre                              | Джефф Крафтон (1 эпизод)                    |
| 1958       | с   | Следователь                              | The Investigator                              | (1 эпизод)                                  |
| 1959       | с   | Симаррон                                 | Cimarron City                                 | Великий князь Николай (1 эпизод)            |
| 1960       | ф   | Из породы беглецов                       | The Fugitive Kind                             | Дэвид Катрер                                |
| 1960       | с   | Наше американское наследие               | Our American Heritage                         | Роберт Е. Ли (1 эпизод)                     |
| 1960       | с   | Воскресная витрина                       | Sunday Showcase                               | Роберт Е. Ли (1 эпизод)                     |
| 1960—1961  | с   | Обнажённый город                         | Naked City                                    | разные роли (2 эпизода)                     |
| 1960—1962  | с   | Триллер                                  | Thriller                                      | разные роли (2 эпизода)                     |
| 1961       | тф  | Колдовство                               | Witchcraft                                    | Луис                                        |
| 1962       | с   | Шах и мат                                | Checkmate                                     | Митчелл Кейн (1 эпизод)                     |
| 1962       | с   | Шоу недели от «Дюпон»                    | The DuPont Show of the Week                   | судья адвокат (1 эпизод)                    |
| 1962       | с   | Новое поколение                          | The New Breed                                 | Эпплтон (1 эпизод)                          |
| 1962—1964  | с   | Тайная буря                              | The Secret Storm                              | Артур Рисдейл (постоянная роль)             |
| 1963       | с   | Ищи и живи                               | Look Up and Live                              | мужская кукла (1 эпизод)                    |
| 1963—1965  | с   | Защитники                                | The Defenders                                 | разные роли (3 эпизода)                     |
| 1966       | ф   | Неукротимый монстр Гаммера               | Gammera the Invincible                        | Джей Т. Стендиш                             |
| 1966       | с   | Мрачные тени                             | Dark Shadows                                  | Джеймс Блейр (3 эпизода)                    |
| 1967       | с   | АВС Сцена 67                             | ABC Stage 67                                  | Эд Бартлетт (1 эпизод)                      |
| 1972       | кор | Салемские ведьмы: страх и надежда        | The Witches of Salem: The Horror and the Hope | Хейл                                        |